# یواس‌اس بارنی (دی‌دی‌جی-۶)
یواس‌اس بارنی (دی‌دی‌جی-۶) (به انگلیسی: USS Barney (DDG-6)) یک کشتی بود که طول آن ۴۳۷ فوت (۱۳۳ متر) بود. این کشتی در سال ۱۹۶۰ ساخته شد.